# Brian Lozano
Brian Avelino „Huevo” Lozano Aparicio (ur. 23 lutego 1994 w Montevideo) – urugwajski piłkarz występujący na pozycji lewego skrzydłowego lub ofensywnego pomocnika, reprezentant Urugwaju.
Jego bratanek Leandro Lozano również jest piłkarzem.

## Kariera klubowa
Lozano pochodzi ze stołecznego Montevideo i treningi piłkarskie rozpoczynał jako dziesięciolatek w drużynie futbolu pięcioosobowego o nazwie Tacurú. Bezpośrednio po ukończeniu szkoły podstawowej otrzymał od rodziców zgodę na uczęszczanie do juniorów drużyny Club Atlético Bella Vista, w której barwach spędził kolejne kilkanaście miesięcy. W wieku szesnastu lat został zauważony przez Juana Ahuntchaína – byłego selekcjonera reprezentacji Urugwaju, zaś wówczas koordynatora akademii młodzieżowej klubu Defensor Sporting, uznawanej za jedną z najlepszych w kraju, przekonując go do dołączenia do swojej ekipy. Do pierwszego zespołu Defensora dołączył jako dwudziestolatek za kadencji szkoleniowca Fernando Curutcheta i w urugwajskiej Primera División zadebiutował 6 września 2014 w zremisowanym 0:0 spotkaniu z Peñarolem. Premierowego gola strzelił natomiast piętnaście dni później w wygranej 2:0 konfrontacji z Juventudem, szybko zostając podstawowym graczem Defensora. Ogółem w jego barwach spędził półtora roku jako wyróżniający się skrzydłowy ligi.
Wiosną 2016 Lozano za sumę trzech milionów dolarów przeszedł do meksykańskiego giganta – zespołu Club América ze stołecznego miasta Meksyk. W tamtejszej Liga MX zadebiutował 9 stycznia 2016 w zremisowanym 0:0 meczu z Pueblą i już w tym samym roku wygrał najbardziej prestiżowe rozgrywki Ameryki Północnej – Ligę Mistrzów CONCACAF. Pełnił jednak wyłącznie rolę rezerwowego w taktyce trenera Ignacio Ambríza. Wobec tego w czerwcu ogłoszono, iż zostanie on wypożyczony do niżej notowanego Chiapas FC, lecz ostatecznie do transferu nie doszło (zawodnik nie porozumiał się w kwestii umowy indywidualnej). Kilka tygodni później powrócił do ojczyzny, na zasadzie wypożyczenia zasilając stołeczny Club Nacional de Football.
| Sezon     | Klub                      | Kraj    | Rozgrywki        | Mecze | Bramki |
| --------- | ------------------------- | ------- | ---------------- | ----- | ------ |
| 2014/2015 | Defensor Sporting         | Urugwaj | Primera División | 25    | 7      |
| 2015/2016 | Defensor Sporting         | Urugwaj | Primera División | 11    | 4      |
| 2015/2016 | Club América              | Meksyk  | Liga MX          | 7     | 0      |
| 2016/2017 | Club Nacional de Football | Urugwaj | Primera División |       |        |

## Kariera reprezentacyjna
W lipcu 2015 Lozano został powołany przez szkoleniowca Fabiána Coito do olimpijskiej reprezentacji Urugwaju U-23 na Igrzyska Panamerykańskie w Toronto. Tam pełnił rolę kluczowego zawodnika swojej kadry narodowej, rozgrywając wszystkie możliwe pięć spotkań w pełnym wymiarze czasowym i dwukrotnie wpisał się na listę strzelców – w fazie grupowej z Trynidadem i Tobago (4:0) oraz w finale z Meksykiem (1:0). Właśnie jego gol dał Urugwajczykom triumf na męskim turnieju piłkarskim i w konsekwencji złoty medal igrzysk.
W seniorskiej reprezentacji Urugwaju Lozano zadebiutował za kadencji selekcjonera Óscara Tabáreza, 4 września 2015 w wygranym 1:0 meczu towarzyskim z Panamą.